# برايان بيجلي
برايان بيجلي (بالإنجليزية: Brian Begley)‏ هو لاعب كرة القدم الغالية أيرلندي، ولد في 20 أكتوبر 1979.